# Pasco (ort)
Pasco är en ort i Argentina.   Den ligger i provinsen Córdoba, i den centrala delen av landet, 500 km väster om huvudstaden Buenos Aires. Pasco ligger 187 meter över havet och antalet invånare är 1 072.
Terrängen runt Pasco är mycket platt. Runt Pasco är det ganska glesbefolkat, med 25 invånare per kvadratkilometer.. Närmaste större samhälle är Ticino, 10,6 km nordväst om Pasco.
Trakten runt Pasco består till största delen av jordbruksmark.